# Герман Зіггель
Герман Зіггель (нім. Hermann Siggel; 29 грудня 1910, Бад-Кляйнен — 15 квітня 1981, Еберсберг) — німецький офіцер, оберст вермахту (1 серпня 1944). Кавалер Лицарського хреста Залізного хреста з дубовим листям.

## Біографія
1 листопада 1928 року вступив у 5-й піхотний полк. З 1 червня 1939 року — командир 14-ї (протитанкової) роти 48-го піхотного полку. В серпні 1939 року очолив 14-ту роту 172-го піхотного полку 75-ї піхотної дивізії. З червня 1941 року брав участь у Німецько-радянській війні. З 1 вересня 1941 року — командир 2-го батальйону свого полку. Учасник боїв на Дону та Дніпрі. З 1 грудня 1943 року — командир 172-го гренадерського полку. Учасник боїв під Черкасами та на Бузі, а потім у Карпатах. 13 серпня 1944 року важко поранений. Після одужання 13 квітня 1945 року прийняв командування бойовою групою в Рурському котлі. Наступного дня був взятий в полон американськими військами. 1 вересня 1945 року звільнений.

## Нагороди
- Медаль «За вислугу років у Вермахті» 4-го і 3-го класу (12 років)
- Залізний хрест 2-го і 1-го класу
- Штурмовий піхотний знак в сріблі
- Медаль «За зимову кампанію на Сході 1941/42»
- Німецький хрест в золоті (26 вересня 1942)
- Лицарський хрест Залізного хреста з дубовим листям
  - лицарський хрест (9 червня 1944)
  - дубове листя (№552; 16 серпня 1944)
- Нагрудний знак «За поранення» в чорному